# Straight ally

Vlajka hetero spojenců (straight ally flag)

Straight ally, v překladu hetero spojenec nebo zkráceně jen ally či spojenec, je heterosexuální nebo cis osoba, která podporuje občanská práva LGBT osob, sociální rovnost a veřejně vystupuje proti homofobii, bifobii a transfobii. Spojenci uznávají, že LGBT lidé čelí diskriminaci, v důsledku čehož jsou sociálně a ekonomicky znevýhodněni. Jejich cílem je proto využít svého heterosexuálního nebo cisgenderového privilegia v heteronormativní společnosti a bojovat proti homofobii, bifobii a transfobii.